# Атанас Киряков (революционер)
Атанас Киряков е български революционер, деец на Вътрешната македоно-одринска революционна организация и на Вътрешната македонска революционна организация.

## Биография
Атанас Киряков е роден през 1885 година в неврокопското село Старчища, тогава в Османската империя, днес в Гърция. Присъединява се към ВМОРО и влиза в четата на Илия Тетимов от село Ковачевица. В 1912 година с нея се сражава с османска войска. След като Старчища попада в Гърция в 1913 година, Киряков отново продължава с революционната си дейност и в 1915 година навлиза в гръцка територия с четата на войводата Андон Качарков за разузнаване. С нея няколко пъти води престрелки с гръцката войска. През Първата световна война служи в 6-и пехотен македонски полк. След войната се присъединява към възстановената ВМРО и от 1922 до 1934 година е четник и разузнавач в четата на войводата Андон Качарков. Умира от пневмония в 1940 година.
На 2 март 1943 година вдовицата му Велика, на 42 години, родом от Долно Броди, като жителка на село Копривлен, подава документи за народна пенсия, която е одобрена и пенсията е отпусната от Министерския съвет на Царство България.